# Paulo Bosísio

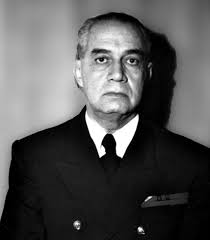
Paulo Bosísio (März 1958).

Paulo Bosísio (* 27. September 1900 in Rio de Janeiro; † 6. August 1985 in São Paulo) war ein brasilianischer Seeoffizier, der zwischen 1955 und 1956 Kommandant des V. Marinebezirks (V Distrito Naval), 1964 Präsident der Allgemeinen Untersuchungskommission CGI (Comissão Geral de Investigações) sowie 1965 Marineminister (Ministro da Marinha) war.

## Leben

### Seeoffizier, Zweiter Weltkrieg und frühe Nachkriegsjahre

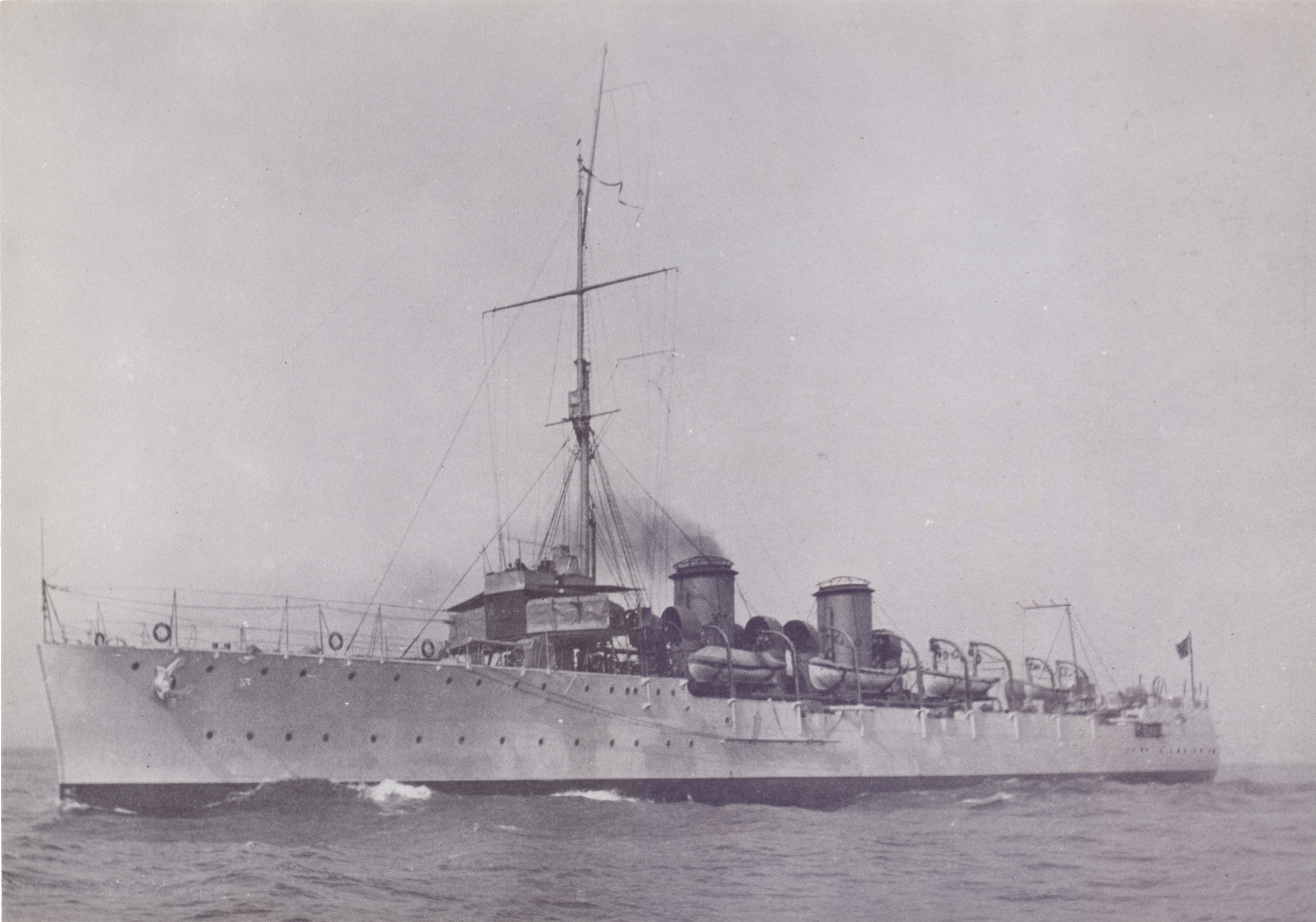
Korvettenkapitän Paulo Bosísio war während des Zweiten Weltkrieges Erster Offizier auf dem Geschützten Kreuzer Bahia.

Paulo Bosísio, Sohn von Paulo Pedro Bosísio und Maria da Glória Bosísio, begann 1915 als Seekadett (Aspirante-a-guarda-marinha) seine Ausbildung zum Seeoffizier an der Marineschule (Escola Naval). Er nahm am Ersten Weltkrieg teil und wurde im November 1918 zum Leutnant (Segundo-tenente) sowie im Januar 1923 zum Oberleutnant zur See (Primeiro-tenente) befördert. Während seiner darauf folgenden Verwendungen  erfolgte im Januar 1928 seine Beförderung zum Kapitänleutnant (Capitão-tenente) sowie später zum Korvettenkapitän (Capitão-de-corveta). Beim Ausbruch des  Zweiten Weltkrieges war er 1939 Kommandant der Marinelehranstalt (Escola de Aprendizes Marinheiros) in Pernambuco sowie im Anschluss Verbindungsoffizier im Stab der 1. Gruppe der Militärregionen im damaligen Hauptstadtdistrikt (Distrito Federal do Brasil) Rio de Janeiro. Daraufhin fand er Verwendung als Erster Offizier auf dem Geschützten Kreuzer Bahia, mit dem er an der von U-Booten der deutschen Kriegsmarine bedrohten brasilianischen Küste auf Patrouillen- und Konvoimission eingesetzt war.
Nach seiner Beförderung zum Fregattenkapitän (Capitão-de-fragata) war Bosísio zwischen 1946 und 1951 zunächst stellvertretender Chef sowie zuletzt Chef des Stabes von Marineminister Admiral Sílvio de Noronha. Nachdem er 1951 zum Kapitän zur See (Capitão-de-mar-e-guerra) befördert worden war, übernahm er als erster den Posten als Kommandant der ehemaligen USS St. Louis, der 1951 als Leichter Kreuzer Tamandaré durch die brasilianische Marine (Marinha do Brasil) von der US Navy übernommen wurde.

### Aufstieg zum Admiral und Präsident der CGI
1954 wurde Paulo Bosísio zum Konteradmiral (Contra-almirante) befördert und übernahm daraufhin den Posten als stellvertretender Leiter der Personalabteilung der Marine. Danach war er von Januar 1955 bis April 1956 Kommandant des V. Marinebezirks (V Distrito Naval) in Florianópolis sowie 1957 Superintendent des Marinearsenals (Arsenal de Marinha) von Rio de Janeiro. Nach seiner Beförderung zum Vizeadmiral (Vice-almirante) 1958 wurde er Kommandant der Marinekriegsschule (Escola de Guerra Naval) und wurde 1960 im Rang eines Admirals (Almirante) in die Reserve versetzt.
Im Juli 1964 wurde Bosísio als Nachfolger von Marschall Estêvão Taurino de Resende Neto von Staatspräsident Humberto Castelo Branco zum Präsident der Allgemeinen Untersuchungskommission CGI (Comissão Geral de Investigações) ernannt. Die nach dem Sieg der politisch-militärischen Bewegung (Movimento político-militar) im März 1964 gegründete CGI wurde beauftragt, innerhalb von sechs Monaten eine summarische Untersuchung von „Korruptions- und Subversionsakten“ in der öffentlichen Verwaltung während der Regierung des gestürzten Staatspräsidenten João Goulart (1961 bis 1964) durchzuführen. Während dieser Zeit blieben die gesetzlichen Garantien auf der Grundlage des Institutionellen Gesetzes Nr. 1 vom 4. September 1964 ausgesetzt. Er war Präsident der CGI bis Januar 1965, nachdem diese mehr als 1100 Fälle untersucht und beurteilt hatte.

### Der Streit um die Marineflieger und Marineminister

Im Kabinett von Staatspräsident Brasiliens Humberto Castelo Branco war Paulo Bosísio 1965 Marineminister.

Während der „Operation Unitas“, einem gemeinsamen Manöver der Marine und Luftstreitkräfte, das Streitkräfte aus mehreren Ländern unter der Koordination der Vereinigten Staaten zusammenführte, flammte der alte Streit um die Verantwortung für die Marineflieger zwischen der Marine und den Luftstreitkräften FAB (Força Aérea Brasileira) neu auf. Der damalige Präsident Castelo Branco beabsichtigte, die Sackgasse durch direkte Einmischung der Exekutive zu lösen, was dem Luftfahrtminister General Nélson Lavenère Wanderley missfiel, der daraufhin von seinem Amt zurücktrat. Der neue Minister, Brigadegeneral Márcio de Sousa e Melo, widersprach dem Beschluss des damaligen Präsidenten, der geneigt war, die Hubschrauber an Bord des Leichten Flugzeugträgers Minas Gerais an die Marine zu übergeben. Daher trat auch Márcio de Sousa e Melo drei Wochen nach seinem Amtsantritt als Luftfahrtminister zurück und wurde durch Brigadegeneral Eduardo Gomes ersetzt. Bei der Marine wiederum flammte die Krise ebenfalls auf beunruhigende Weise wieder auf, was Marineminister Admiral Ernesto de Melo Batista dazu veranlasste, mit Präsident Castelo Branco davon zu überzeugen, dass „der Besitz und die Nutzung von Luftfahrzeugen, die für Operationen auf See geeignet sind“ notwendig sei. Die Erklärung missfiel dem Präsidenten und veranlasste Melo Batista zum Rücktritt.
Daraufhin wurde Admiral Paulo Bosísio am 14. Januar 1965 Nachfolger von Admiral Ernesto de Melo Batista als Marineminister (Ministro da Marinha) im Kabinett Castelo Branco. In Zusammenarbeit mit den Ministern der beiden Waffengattungen konnte das Problem endgültig gelöst werden: Am 21. Mai 1965 verabschiedete Präsident Castelo Branco ein Gesetz, in dem festgelegt wurde, dass die Luftstreitkräfte für die Bereitstellung von Personal an Bord der Flugzeugträger verantwortlich seien. Als Marineminister kümmerte er sich ferner um die medizinische, soziale und kulturelle Betreuung des Personals, setzte den Masterplan der Marine um, nahm den Bau von Kriegsschiffen durch private nationale Werften unter Verwendung nationaler Materialien und Arbeitskräfte wieder auf und beteiligte sich zusammen mit den anderen Militärministern und dem Justizminister Juracy Magalhães in der Debatte um die Verabschiedung eines neuen institutionellen Gesetzes, an dem bereits seit einiger Zeit gearbeitet wurde. Dieses 2. Institutionelle Gesetz AI-2 (Ato Institucional nº 2) wurde am 27. Oktober 1965 als unmittelbare Folge der Krise verabschiedet, die mit der Wahl von Oppositionellen in die Regierungen der damaligen Bundesstaaten Guanabara und Minas Gerais entstand. Das Institutionelle Gesetz Nr. 2 eröffnete den Prozess der außergesetzlichen Bestrafung von Oppositionellen des Regimes, dessen Urteil an die Militärjustiz überging, die bestehenden politischen Parteien auflöste und indirekte Wahlen für das Präsidentenamt der Republik wieder einführte, wobei die gesetzgebende Gewalt des Weiteren noch zugunsten der Exekutive eingeschränkt wurde.
Am 14. November 1965 reichte Bosísio Präsident Castelo Branco sein Rücktrittsersuchen vor, woraufhin am 17. November 1965 Admiral Zilmar Campos de Araripe Macedo ihn als Marineminister ablöste. Er wurde vom Präsidenten persönlich eingeladen, der Nationalen Erneuerungsallianz ARENA  (Aliança Renovadora Nacional), beizutreten. Die ARENA wurde zur Durchsetzung der Überparteilichkeit als Regierungspartei neu gegründet. Er lehnte einen Parteieintritt allerdings ab, weil er sich „für eine solche Tätigkeit nicht qualifiziert“ fühlte. Im Juni 1976 nahm er an der Abschlusszeremonie des Leichten Kreuzers Tamandaré teil, als er zusammen mit 14 anderen ehemaligen Kommandanten des alten Kriegsschiffs eine Plakette erhielt, die aus Teilen des Rumpfes dieses Kreuzers gefertigt war. Er engagierte sich als Förderverein des Marinetechnischen Instituts (Instituto Técnico Clube Naval). Aus seiner Ehe mit Käthe Bosísio ging ein Sohn hervor.

## Ehrungen
Nach ihm ist die Fregatte F Bosísio (F-48) benannt.